# Романов, Михаил Никитич
Михаи́л Ники́тич Рома́нов (ок. 1560 — 1602) — брат патриарха Филарета и дядя первого царя из рода Романовых Михаила Фёдоровича. Стольник в 1597 году, окольничий в 1598 году.
В июне 1601 года был обвинён в колдовстве, лишён звания и сослан в село Ныроб Чердынского уезда (ныне — Пермский край). К месту ссылки был доставлен к концу 1602 года, в кибитке, под присмотром пристава Романа Андреева Тушина и в сопровождении шести человек стражи. Прибывшие из Москвы стрельцы заточили Романова в сруб, опущенный в земляную яму. Доведённый до изнеможения, к весне 1602 года (по некоторым источникам, к августу) скончался. Прозван в народе «ныробский мученик».

## Биография
Родился около 1560 года в Москве — стольник и окольничий; третий сын Никиты Романовича Захарьина-Юрьева (ок. 1522-1585 гг.) и его второй жены Евдокии Александровны, урождённой княжны Горбатой-Шуйской (ум. 1581). Детские годы провёл в усадьбе на Варварке, в Китай-городе, где позже воспитывался родоначальник царской династии Михаил Федорович Романов. Михаил Никитич подрастал и укреплялся в вере. С детства он выделялся добродетельным нравом и красивым, богатырским телосложением. Продолжая традицию своего рода, Михаил Никитич Романов поступил на службу к государю, а в 1598 году ему был пожалован государственный чин — окольничего (чин ниже боярского). Борис Годунов, вступивший в том же 1598 году на царский престол, поначалу с почтением относился к детям Никиты Романовича, тем более что боярин на смертном одре именно ему поручил заботу о своих детях, и Годунов дал «клятву к великому боярину иметь о его чадех соблюдение». Но со временем, из-за опасений роста политического влияния Романовых, отношение царя к роду Романовых изменилось.

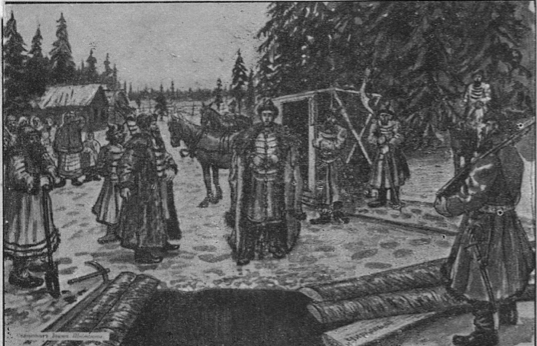
Романов прибывает на место ссылки, 1910-е

В июне 1600 года Борис Годунов приказал устроить боярский суд над Романовыми. Пятерых братьев Романовых признали виновными в колдовстве. Старшего брата Фёдора Никитича царь приказал постричь в монахи под именем Филарета и заточил в Сийском монастыре под строгий надзор. Жену Фёдора Никитича также постригли в монахини под именем Марфы, сослали в Заозёрье и разлучили с детьми. С остальными братьями Борис Годунов расправился гораздо суровее: Василия и Ивана он приказал сослать в Пелым, Александра — на берега Белого моря, а Михаила Никитича царь сослал в небольшую деревню Ныробку, которая в 1601 году числилась на территории Верхнего стана Чердынского уезда и была крайним северным русским посёлком тех мест. 

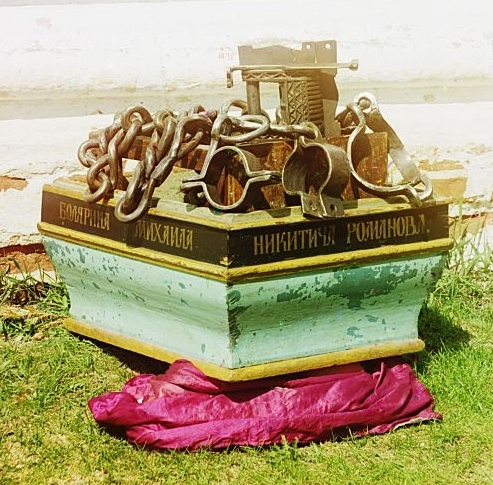
Цепи, которыми был прикован Михаил Никитич Романов. Село Ныроб. Фотография начала XX века

По преданию, по пути в Ныробку опальный боярин останавливался в деревне на берегу реки Яйвы. Деревня с тех пор носит имя Романово. В Ныробке для помещения изгнанника ничего не было приготовлено, и Тушин распорядился выкопать землянку на том месте, где они остановились. Погода была ненастная, снег валил хлопьями, шесть сторожей принялись копать глубокую яму, и Михаил Никитич, выйдя из кибитки, смотрел на их работу. Он был высокого роста и обладал такой силой, что в порыве горести и ожесточения схватил стоявшую около него кибитку и отбросил её от себя шагов на десять, тогда как шесть сторожей едва могли сдвинуть её с места. Вырыли яму, накрыли её бревнами, вкопали глубоко на дно ямы бревно, верхний конец которого прикрепили к брёвнам перекрытия. Для воздуха и подачи пищи оставили отверстие в 20 сантиметров. К столбу приковали боярина за пояс, за ноги и за руки. Цепи были из толстых железных колец: Романов мог сесть и лечь, но не ходить; весили эти кандалы почти три пуда (около 50 килограммов). Стражники, которых деревенское безлюдье угнетало, надеялись на быструю смерть Романова. Поэтому паёк, состоящий из хлеба и воды, постоянно урезали, а скоро вообще перестали давать ему пищу. Но, питая сострадание к узнику, местные жители подкармливали его, давая своим детям подбрасывать ему трубочки дягиля с молоком, закупоренные хлебными катышками. За помощь узнику пятеро ныробских крестьян были сосланы в Казань, где провели в тюрьме шесть лет; один из них, не выдержав пыток, скончался.
Проведя около года в тесной, затхлой яме, Михаил Никитич скончался. По одной из версий, он был удушен охранниками, которым надоело ждать его смерти. В позднем Ныробском письменном сказании указано: «…и погребён был у церкви Николая Чудотворца, подле алтарь на северной стороне, и где тело его лежало — построена была церковь, и в ней гробница покрыта сукном и крест вышит». В 1606 году его тело было перевезено в Москву и с почётом погребено в Новоспасском монастыре, где вскоре были похоронены три его брата — Александр, Василий и Иоанн. Над местом захоронения своих дядей царь Михаил Фёдорович построил храм в честь Знамения Божией Матери — родовой святыни Романовых. А на месте первого погребения Михаила Никитича Романова был воздвигнут храм во имя Богоявления Господня.

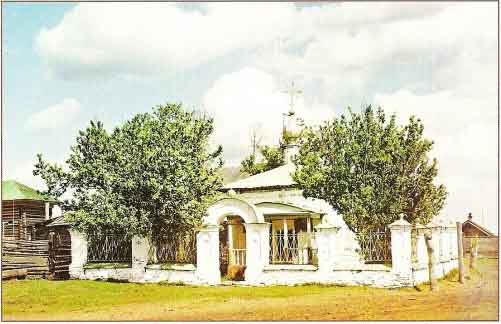
Часовня над ямой М.Н.Романова в Ныробе

## После смерти
После воцарения на престол рода Романовых в 1613 году ныробские места были объявлены святыми, а его жители были освобождены от государственных налогов. Сам же Ныроб стал местом паломничества, куда из многих районов России стекались богомольцы, чтобы помолиться на местах страданий мученика и прикоснуться к его цепям. Царский приказ исправно выполнялся на протяжении трёхсот лет, вплоть до 1927 года, но с ужесточением антицерковной политики государства храм был использован не по назначению и едва не был разрушен. На месте, где сидел Михаил Романов, была поставлена часовня, в которую поместили кандалы страдальца.

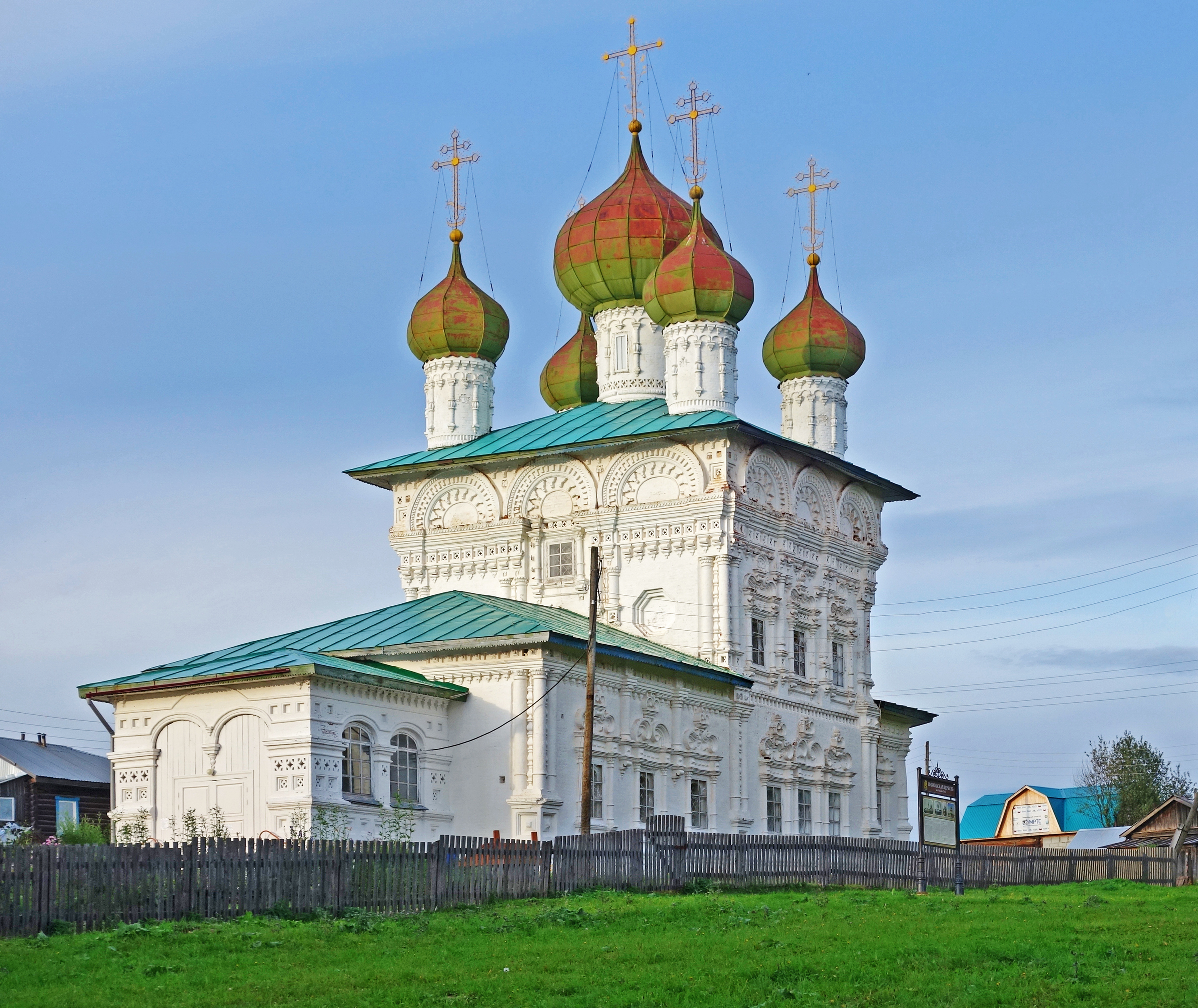
Церковь святителя Николая в Ныробе

По сей день одной из главных ныробских святынь являются цепи, в которые некогда был закован Михаил Никитич и в которых он принял мученическую кончину. При императоре Николае II была предпринята попытка прославления боярина Михаила Никитича Романова в лике святых, но помешали революция и ликвидация монархии в России.